# Fakenham
Fakenham este un oraș în comitatul Norfolk, regiunea East, Anglia. Orașul se află în districtul North Norfolk.